# Oleksandr Rybka
Oleksandr Jewhenijowytsch Rybka (ukrainisch Олександр Євгенійович Рибка; * 10. April 1987 in Kiew) ist ein ukrainischer Fußballspieler. Der Torwart war ukrainischer Nationalspieler.

## Karriere

### Vereinsmannschaften
Er spielte bis 2005 in der dritten Mannschaft von Dynamo Kiew. Ab 2005 wurde er in der zweiten und in der ersten Mannschaft von Kiew eingesetzt, die in der Wyschtscha Liha spielte. 2006 gewann Dynamo den Pokal und 2007 mit Pokal und Meisterschaft das ukrainische Double. 2009 wurde Kiew nochmal Meister, wobei er allerdings keine Spiele absolvierte. Dann wechselte er zum Obolon Kiew und nach einem Jahr zu Schachtar Donezk. Im November 2011 war ein Dopingtest von ihm positiv auf ein Diuretikum und er wurde für zwei Jahre gesperrt. Nach seiner Sperre wechselte er wieder zu Dynamo Kiew und wurde mit dem Klub Pokalsieger 2014.
Zur Rückrunde der Saison 2018/19 wechselte er zum aserbaidschanischen Verein Səbail FK.

### Nationalmannschaft
Rybka durchlief alle ukrainischen Jugend- und Juniorennationalmannschaften und war Ersatztorhüter, als die Ukraine 2006 U-21-Vize-Europameister wurde. 2011 absolvierte er zwei Spiele für die ukrainische Nationalmannschaft. Wegen seiner Dopingsperre verpasste er die Europameisterschaft 2012 in Polen und der Ukraine.